# Frank White (baseball)
Pour les articles homonymes, voir White et Frank White.
Frank White (né le 4 septembre 1950 à Greenville, Mississippi, États-Unis) est un ancien joueur professionnel de baseball.
Sa carrière de 18 saisons dans la Ligue majeure de baseball se déroule entièrement chez les Royals de Kansas City, de 1973 à 1990. Membre de l'équipe championne de la Série mondiale 1985, il représente le club au match des étoiles de mi-saison à 5 reprises (1978, 1979, 1981, 1982, 1986) et s'illustre à la fois en offensive et en défensive. Il réussit 2 007 coups sûrs au cours de sa carrière et remporte à 8 reprises le Gant doré du meilleur joueur de deuxième but défensif de la Ligue américaine (1977 à 1982, 1986, 1987), un record éventuellement battu par les 10 de Roberto Alomar.
White remporte aussi le Bâton d'argent décerné au meilleur joueur de deuxième but offensif de la saison 1986 dans la Ligue américaine. Il est nommé Joueur par excellence de la Série de championnat de la Ligue américaine en 1980. 
Le numéro 20 qu'il a porté durant sa carrière est retiré par les Royals de Kansas City en 1995. Le club dévoile une statue en bronze, œuvre du sculpteur Harry Weber, à l'effigie de Frank White en 2004 au Kauffman Stadium de Kansas City.

## Carrière d'entraîneur
En novembre 1991, White est engagé pour diriger un club-école des Red Sox de Boston basé à Winter Haven en Floride et aligné en Gulf Coast League, une ligue mineure : il est le premier Afro-Américain à se voir confier une équipe dans l'organisation des Red Sox, de plus en plus critiquée pour avoir historiquement employé peu d'entre eux. Désenchanté par le manque de considération pour les Afro-Américains dans des postes autres que celui de joueur, White ne dirige l'équipe qu'une saison, en 1992.
Frank White est instructeur de premier but des Red Sox de Boston de 1994 à 1996, puis des Royals de Kansas City de 1997 à 2001. 
De 2004 à 2006, White est gérant des Wranglers de Wichita, le club-école de niveau Double-A des Royals. Il ambitionne de diriger un jour le club de Kansas City dont il a porté les couleurs, mais par deux fois les Royals confie les rênes de l'équipe à quelqu'un d'autre : Buddy Bell en 2005, puis Trey Hillman en 2008. Il quitte les terrains et devient en 2008 commentateur sportif pour Fox Sports à Kansas City, qui télédiffuse les matchs de l'équipe. En 2010, White démissionne de son poste au département des relations publiques des Royals lorsque ceux-ci lui annoncent leur intention d'amputer son salaire de 50 000 dollars. En 2011, le club - dont les performances sont misérables depuis des années - lui reproche d'être trop négatif dans sa couverture des Royals en ondes, et le congédie. 
Ces événements provoquent un divorce entre l'organisation et White, qui pendant 42 ans avait, hormis un passage de quelques années dans l'organisation des Red Sox, travaillé pour les Royals à divers niveaux. L'ancienne vedette dit que son ancien employeur lui a « brisé le cœur » et refuse dorénavant d'y être associé. En 2014, alors que les Royals présentent à Kansas City leur premier match éliminatoire depuis 1985, le club invite à participer à une cérémonie d'anciens joueurs sur le terrain ; il refuse. White est cependant vu à quelques reprises dans les tribunes du Kauffman Stadium, assistant à un match. Il se réconcilie lorsqu'il participe à une cérémonie d'avant-match au stade des Royals le 1er septembre 2015, aux côtés de ses anciens coéquipiers George Brett et Bret Saberhagen.

## Carrière politique
Candidat du Parti démocrate, Frank White est élu au sein de la législature du comté de Jackson, dans le Missouri en 2014. En janvier 2016, il est nommé par intérim au poste de county executive à la suite de la démission de son prédécesseur Mike Sanders. Candidat en novembre 2016 pour compléter les deux ans restants au mandat pour lequel Sanders avait été élu, White est élu à ce poste de county executive par ses concitoyens, recevant 82 pour cent des votes exprimés.